# 桧藓目
桧藓目（学名：Rhizogoniales）是真藓纲的一目植物。

## 下属分类
本目包括以下科：
- 美灯藓科 Calomniaceae
- Cyrtopoaceae
- 南桧藓科 Rhizogoniaceae